# Neferuptah
| p · t | H | nfr | nfr | nfr |

| p · t | H | nfr | nfr | nfr |

Neferuptah („Krása Ptahova“) byla egyptská princezna, dcera faraona Amenemheta III. z 12. dynastie. Její sestra byla faraon Sobekneferu (její jméno zase znamená „Krása Sobkova“).

## Život

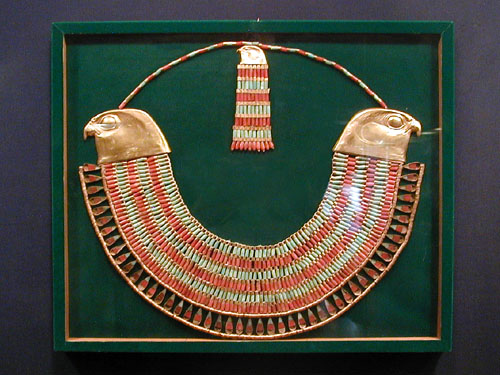
Náhrdelník princezny Neferuptah

Neferuptah je jednou z prvních královských žen, jejichž jméno bylo napsáno v kartuši. Ačkoli nikdy neměla titul „královská manželka“, musela mít vysoký status. Je možné, že měla původně nastoupit na trůn.
Měla být pohřbena v hrobce svého otce v Hawáře. Pohřbena byla ale v menší pyramidě v Hawáře poblíž. Její hrobka byla nalezena neporušená v roce 1956 a stále obsahoval její šperky, žulový sarkofág, 3 stříbrné vázy a další předměty.